# Mina Aganagić
Mina Aganagić é uma física matemática bósnia, professora da Universidade da Califórnia em Berkeley.

## Formação e carreira
Mina Aganagić cresceu em Sarajevo, Iugoslávia. Obteve um bacharelado em 1995 e um doutorado em 1999 no Instituto de Tecnologia da Califórnia, orientada por John Henry Schwarz. Fez um pós-doutorado na Universidade Harvard de 1999 a 2003. Foi então membro da faculdade de física da Universidade de Washington.

## Publicações selecionadas
- Aganagić, Mina; Vafa, Cumrun (2000), Mirror symmetry, D-branes and counting holomorphic discs, Bibcode:2000hep.th...12041A, arXiv:hep-th/0012041
- Aganagić, Mina; Klemm, Albrecht; Mariño, Marcos; Vafa, Cumrun (2005), «The topological vertex», Communications in Mathematical Physics, 254 (2): 425–478, Bibcode:2005CMaPh.254..425A, MR 2117633, arXiv:hep-th/0305132, doi:10.1007/s00220-004-1162-z
- Aganagić, Mina; Shakirov, Shamil (2011), Knot homology from refined Chern–Simons theory, Bibcode:2011arXiv1105.5117A, arXiv:1105.5117
- Aganagić, Mina; Vafa, Cumrun (2012), Large N duality, mirror symmetry, and a Q-deformed A-polynomial for knots, Bibcode:2012arXiv1204.4709A, arXiv:1204.4709
- Aganagić, Mina; Frenkel, Edward; Okounkov, Andrei (2017), Quantum q-Langlands Correspondence, Bibcode:2017arXiv170103146A, arXiv:1701.03146